# 2-叔丁基苯酚
2-叔丁基苯酚是一种有机化合物，化学式为(CH3)3CC6H4OH，它是三种叔丁基苯酚的同分异构体之一。它是无色的油状液体，可溶于碱性水溶液中。它可由苯酚和异丁烯的酸催化烷基化反应制得。在钌催化下，它和氢气反应，可以得到顺-2-叔丁基环己醇。
2-叔丁基苯酚是抗氧化剂2,6-二叔丁基苯酚工业生产中的中间体。